# Tatsuya Murao
Tatsuya Murao (japanisch 村尾 龍矢 Murao Tatsuya; * 26. März 1988 in Aira) ist ein ehemaliger japanischer Fußballspieler.

## Karriere
Murao erlernte das Fußballspielen in der Schulmannschaft der Kamo High School und der Universitätsmannschaft der Miyazaki-Sangyo-Keiei-Universität. Seinen ersten Vertrag unterschrieb er 2010 bei FC Gifu. Der Verein spielte in der zweithöchsten Liga des Landes, der J2 League. Für den Verein absolvierte er 13 Ligaspiele. Danach spielte er bei Fujieda MYFC, Tegevajaro Miyazaki und J.FC Miyazaki. Ende 2019 beendete er seine Karriere als Fußballspieler.